# Melbourne H. Ford
Melbourne Haddock Ford (* 30. Juni 1849 in Salem, Washtenaw County, Michigan; † 20. April 1891 in Grand Rapids, Michigan) war ein US-amerikanischer Politiker. Zwischen 1887 und 1889 sowie nochmals im Jahr 1891 vertrat er den Bundesstaat Michigan im US-Repräsentantenhaus.

## Leben
Im Jahr 1859 zog Melbourne Ford mit seinen Eltern nach Lansing, wo er die öffentlichen Schulen und dann das Michigan State College of Agriculture besuchte. Während des Bürgerkrieges trat er im Jahr 1864 in die US Navy ein. Er blieb bis 1868 in der Marine und war seit 1867 bei der Verwaltung der US-Marineakademie in Annapolis (Maryland) tätig. Im Jahr 1873 zog Ford nach Grand Rapids. Dort arbeitete er in den folgenden Jahren an verschiedenen Gerichten als Stenograf. Nach einem Jurastudium und seiner im Jahr 1878 erfolgten Zulassung als Rechtsanwalt begann er in seinem neuen Beruf zu praktizieren. Gleichzeitig schlug er als Mitglied der Demokratischen Partei eine politische Laufbahn ein.
In den Jahren 1885 und 1886 saß Ford als Abgeordneter im Repräsentantenhaus von Michigan. Bei den Kongresswahlen des Jahres 1886 wurde er im fünften Wahlbezirk von Michigan in das US-Repräsentantenhaus in Washington, D.C. gewählt, wo er am 4. März 1887 die Nachfolge von Charles C. Comstock antrat. Da er bei den Wahlen des Jahres 1888 dem Republikaner Charles E. Belknap unterlag, konnte er bis zum 3. März 1889 nur eine Legislaturperiode im Kongress absolvieren.
Nach seinem Ausscheiden aus dem US-Repräsentantenhaus arbeitete Melbourne Ford wieder als Anwalt. 1890 war er Vorsitzender des regionalen demokratischen Parteitages in Michigan. Bei den Kongresswahlen desselben Jahres gelang es ihm, sein früheres Mandat im Kongress zurückzugewinnen. Damit konnte er am 4. März 1891 Belknap wieder verdrängen. Er konnte sich dieses Mandates aber nicht sehr lange erfreuen, da er bereits wenige Wochen später, am 20. April 1891, verstarb. Die folgenden Nachwahlen gewann wieder Charles Belknap, der damit zum zweiten Mal Ford Nachfolger im Kongress wurde.